# Fizz
Fizz — англійський альтернативний гурт з Лондона, створений у 2023 році.
Їхній дебютний студійний альбом, The Secret to Life, вийшов 27 жовтня 2023 року.

## Історія
Гурт Fizz створений у 2023 році. Гурт об'єднався у «вихорі чистої радості та ескапізму, змінивши музичний світ музикантів, щоб випустити альбом із задоволенням і любов'ю до основ ремесла». Учасники гурту є друзями та шанувальниками творчості один одного, вони раніше співпрацювали у різних проєктах.
Айзек: «Ми всі великі шанувальники один одного, але я думаю, що коли ти знайомишся з людьми так близько, коли ти щодня снідаєш разом, або йдеш гуляти, пити каву, або сперечатися про щось — усі ці повсякденні речі — дуже легко забути, наскільки всі талановиті.»
Орла Гартленд: «Ми знайомі вісім, дев'ять, десять років і по-різному співпрацювали; бек-вокал у піснях один одного, і я грала у живому гурті Доді. Отже, тут є основа, яка допомогла нам пришвидшити роботу цього гурту. Є глибоке знання один одного, колективно та індивідуально, і я думаю, що без цього гурт не зібрався б так швидко.»
Дебютний студійний альбом гурту, The Secret to Life, був записаний протягом двох тижнів, з Пітером Майлзом на рекорд-студії Middle Farm Studios, у Південному Девоні.
Альбом The Secret to Life був випущений 27 жовтня 2023 року і посів 31 місце в чарті UK Albums Chart.

## Музичний стиль
Музичний стиль гурту описують як психоделічний, максималістський і театральний, натхненний впливовими митцями старих часів.
Їхній дебютний студійний альбом, The Secret to Life, містить елементи різноманітних жанрів: альтернативна музика, прогресивний рок, інді, поп.
Трек «Grand Finale» порівнюють із «Bohemian Rhapsody» гурту Queen.
Ісаак: «Я думаю, що альбом говорить про те, чого ми прагнули, не лише в наших власних проєктах, але й у музиці загалом. У ньому є театральність, яка сягає сімдесятих і вісімдесятих, посилаючись на такі гурти, як Queen і Jellyfish.»
Під час створення альбому «The Secret to Life» гурт використав багато музичних інструментів, які зазвичай використовуються в сучасній поп-музиці, і покладався на справжні інструменти та робив запис пісень наживо, прямо на плівку. Такий підхід, як кажуть учасники гурту, надає ностальгії, що нагадує музику 1960-х і 1970-х років.

## Учасники гурту
- Доді (Dodie) — вокал, гітара, фортепіано, бубон, кларнет (2023–теперішній час)
- Грета Айзек (Greta Isaac) — вокал, гітара, барабани (2023–теперішній час)
- Орла Гартленд (Orla Gartland) — вокал, гітара, барабани (2023–теперішній час)
- Мартін Люк Браун (Martin Luke Brown) — вокал, ударні, фортепіано (2023–теперішній час)

## Дискографія

### Студійні альбоми
| Назва              | Подробиці | Пікові позиції в чартах |
| Назва              | Подробиці | Великобританія          |
| ------------------ | --- | ----------------------- |
| The Secret to Life | - Дата випуску: 27 жовтня 2023 р - Лейбл: Decca, Universal Music Group - Формати: CD, LP, цифрове завантаження, потокове передавання | 31                      |

### Сингли
| Назва                | Рік  | Альбом             |
| -------------------- | ---- | ------------------ |
| «High in Brighton»   | 2023 | The Secret to Life |
| «Hell of a Ride»     | 2023 | The Secret to Life |
| «Close One»          | 2023 | The Secret to Life |
| «As Good as It Gets» | 2023 | The Secret to Life |
| «You, Me, Lonely»    | 2023 | The Secret to Life |

## Відгуки критиків
Альбом The Secret to Life отримав різноманітні відгуки, які відображали різні точки зору на музичний стиль гурту, ліричний зміст і загальний вплив. Альбом був оцінений як вартий уваги, отримавши похвалу за його характерне звучання, та був названий багатообіцяючим дебютом. The Secret to Life був охарактеризований як переконлива сукупність музичних творів, які резонують з сучасною аудиторією. Альбом був відзначений за спроби знайти баланс між реальністю та вигадкою.